# Feldolgozás
A feldolgozás vagy cover verzió (az angol cover ’fedő, borító’ szóból) – főként a könnyűzenében – egy zeneszámnak az első (eredeti) előadójától eltérő művész által újra felvett (felújított) változata. Ha ugyanaz az előadó veszi fel egy dalának újabb változatát, azt általában nem covernek, hanem csak új változatnak (remake-nek) nevezik. Azt sem szokás feldolgozásnak tekinteni, ha egy eredetileg más előadó számára írt dalát később a szerző maga is eljátssza, elénekli; illetve ha feloszlást, tagcserét követően egy zenész továbbra is játssza korábbi együttesének dalait. A feldolgozás lehet olyan, amit ugyanazon a nyelven adnak elő, új hangszereléssel, esetleg korlátozott számú új zenei részek hozzáadásával, de lehet egy dal eltérő nyelvű új változata is. Adott dalnak olykor nagyon sok új feldolgozása is készülhet. A feldolgozás nem tévesztendő össze a remixváltozattal.

## A feldolgozások céljai
Feldolgozások készítésének több célja is lehet. Sok esetben csak régi dalok „felújításáról” van szó, melynek célja újbóli népszerűsítésük; máskor kevésbé ismert előadók dalainak népszerűsítése világhírű zenészek által. Ez fordítva is igaz: kevésbé ismert előadók is szoktak feldolgozásokat készíteni népszerű dalokról saját hírnevük növelése érdekében. Ha a feldolgozás az eredetitől eltérő nyelven készül, akkor ennek célja a dal új nyelvi közösség körében történő népszerűsítése is lehet.

## A feldolgozások jellemzői
A feldolgozás nem azonos az átdolgozással, amikor egy másik zeneműből csak bizonyos részeket vesznek át. Fontos, hogy – a szerzői jogok miatt – a feldolgozásnak mind zeneileg, mind tartalmilag (ez főként a más nyelvű változatokra vonatkozik) nagy mértékben meg kell egyeznie az eredetivel; új elemeket csak korlátozott mértékben tartalmazhat.